# Ragkettőzés
A ragkettőzés az a jelenség, amikor egy toldalék (szigorúan véve nem csak rag lehet) kétszer jelenik meg egy szó végén, jellemzően két különböző alakban.
Ennek oka lehet analógia, ha egy ige egy adott nyelv adott állapotában rendhagyónak számít, hogy szabályosan beilleszkedjen a többi ige sorába, de abból is eredhet, hogy a rag egy bizonyos formáját már kevésbé ismeri fel a beszélők egy csoportja – akár azért, mert eltér a leggyakoribb alakjától, esetleg olyan rövid, hogy attól tartanak, elsikkad, vagy éppen mert egy korábbi nyelvállapotot tükröz, illetve idegen eredetű is lehet, amely csak egy átadó nyelvben működött ragként, az átvevő nyelvben már nem lehet ekként azonosítani. Ez néha szubsztandardnak számít, és a sztenderd megőrzi a szabályos alakot, többnyire viszont ilyen formában rögzül a nyelv minden regiszterében.
Példák:
- magyar: aztat, őtet, valamint kekszek (cake ’sütemény’ + s + ek), médiák (medi[um] ’közeg’ + a + k), operák (op[us] ’mű’ + era + k): az átadó nyelvben már eleve többes számúak
- olasz: essere ’lenni’ (a latinban csak esse volt a főnévi igenév, amelyben a ‑se hordozta az igenév hasonult képzőjét, s a többi alak analógiája miatt került mellé az olaszban a ‑re)
- angol: children ’gyerekek’ (eredetileg child + er + en, vö. német Kinder), a többes szám kétszer van jelölve
- ógörög: etheléiszi ’hogy ő akarjon’ (ethel + éi + szi), az ő kétszer van jelölve

## Külső hivatkozások
- Aztat is kelletett (Nádasdy Ádám, Modern Talking, Magyar Narancs, XX. évf. 10. szám, 2008. március 6.)